# Blankofficier
Een blankofficier was een blanke (Europese) opzichter over plantageslaven.  De oorsprong van dit woord is waarschijnlijk te zoeken in de verbinding van het Nederlandse woord blank met het Engelse overseer (opzichter).
Deze benaming was gebruikelijk in de westelijke Nederlandse koloniën (Nederlands-Guiana en de Antillen). De blankofficier was een staffunctionaris die rechtstreeks onder de plantage-eigenaar of plantageadministrateur stond. Aanvankelijk was deze functie altijd voorbehouden aan een Europeaan, later niet meer. De blanke officier wordt dan onderscheiden van de zwarte officier (basja, bastiaan of negerofficier) die een Afrikaanse afkomst heeft.  